# 가르시아 효과
가르시아 효과는 고전적 조건형성의 사례 중 하나로, 대상이 어떤 음식의 맛을 독·변질·독성 물질에 의해 일어나는 증상과 연관시켜 특성 물질을 회피하는 현상이다. 이 현상은 주로 구토나 구역질 등의 증상과 연개된다.
특정 물질에 거부 반응을 보이는 것은 독이 든 열매나 독버섯처럼 위험한 음식들을 피하도록 도와준다. 우리가 주위 환경에 적응하도록 진화하였듯이, 이 반응도 우리의 생존과 연관되어 있다.
구토나 구역질 등의 증상과 음식이 연결되는 것은 미래에 비슷한 음식을 먹고 고통받을 확률을 낮춰준다. 가르시아 효과는 파블로프의 개 실험으로 유명한 고전적 조건형성의 한 종류이다.

## 맛 혐오 학습
알레르기, 편식, 약과 식단의 순서 등은 맛 혐오 학습을 통해 일상생활에서 흔히 지나칠수있는 잘못된 식습관 또는 식단관리가 편견과 오해로 인한 비효율성에 노출될수있다는점을 보여줌으로써 이러한 맛 혐오 학습에대한 존 가르시아의  연구 성과는 사회와 가정이 섬세한 심리학적 배려를 통해  얼마나 효과적으로 삶의 질을 높일수있는지 잘 이해하도록 한다.

## 같이 보기
- 스트레스 요인

## 참고 문헌
1. ↑  Garcia J, Kimeldorf DJ, Koelling RA. Conditioned aversion to saccharin resulting from exposure to gamma radiation. Science 1955; 122(3160): 157-8.